# Кушеков, Самет
Самет Кушеков (1888 год, аул Сюткент, Туркестанский край, Российская империя — 1978 год) — колхозник, чабан, Герой Социалистического Труда (1949).

## Биография
Родился в 1888 году в ауле Сюткент, Туркестанский край (сегодня — Шардаринский район Южно-Казахстанской области, Казахстан). C раннего детства занимался пастушеским делом. В 1930 году вступил в колхоз «Сюткентский» Кзылкумского района Чимкентской области. C 1951 года работал старшим чабаном совхоза «Чуйский» Джамбулской области.
В 1948 году вырастил в среднем 132 ягнят от 100 овцематок. За этот доблестный труд был удостоен в 1949 году звания Героя Социалистического Труда.

## Награды
- Герой Социалистического Труда — указом Президиума Верховного Совета СССР от 1 декабря 1949 года;
- Орден Ленина (1949);